# Piero Postini
Piero Postini (ur. 20 listopada 1904 w Borgo San Giovanni, zm. 28 stycznia 1978) – włoski zapaśnik walczący w stylu klasycznym. Olimpijczyk z Amsterdamu 1928, gdzie zajął trzynaste miejsce w wadze lekkiej.

## Letnie Igrzyska Olimpijskie 1928
| Konkurencja            | Rundy eliminacyjne  | Rundy eliminacyjne      | Klas. końcowa |
| Konkurencja            | Przeciwnik I        | Przeciwnik II           | Miejsce       |
| ---------------------- | ------------------- | ----------------------- | ------------- |
| 67,5 kg styl klasyczny | Osvald Käpp (EST) P | Eduard Sperling (GER) P | 13.           |